# (6642) Henze
(6642) Henze  es un asteroide perteneciente al cinturón de asteroides, descubierto el 26 de octubre de 1990 por Takeshi Urata desde el Observatorio de Nihondaira, en Japón.

## Designación y nombre
Henze se designó inicialmente como 1992 BH.
Nombrado  por Martin Henze (n. 1981), quien es astrónomo del Instituto Max Planck de Física Extraterrestre, descubrió numerosas novas ópticas en M31 en placas fotográficas de archivo del Observatorio de Tautenburg. También trabaja en el descubrimiento y análisis de transitorios ópticos y de rayos X en galaxias cercanas.

## Características orbitales
Henze orbita a una distancia media del Sol de 3,164 ua, pudiendo acercarse hasta 2,383 ua y alejarse hasta 3,944 ua. Tiene una excentricidad de 0,247 y una inclinación orbital de 4,317° grados. Emplea en completar una órbita alrededor del Sol 2055,29 días.
Los próximos acercamientos a la órbita de Júpiter ocurrirán el 9 de mayo de 2046, el 14 de febrero de 2057 y el 8 de enero de 2068.

## Características físicas
Su magnitud absoluta es 12,51. Tiene 14,928 km de diámetro. Su albedo se estima en 0,126.